# Chorzów
Chorzów, pron. [ˈxɔʒuf] (, in slesiano Chorzůw, in tedesco Königshütte), è una città polacca di 109 021 abitanti, situata nel voivodato della Slesia presso Katowice. La città fa parte della conurbazione slesiana, la cui popolazione ammonta a circa 2 milioni di abitanti.

## Storia
La città di Chorzów si formò tra il 1934 ed il 1939 per la fusione di 4 città adiacenti: Chorzów, Królewska Huta, Nowe Hajduki e Hajduki Wielkie. Il nome dell'insediamento più antico, Chorzów, venne dato alla nuova città. Chorzów è stata la sede di uno dei 45 sottocampi del campo di concentramento di Auschwitz.

## Economia
Chorzów è uno dei principali poli economici della regione e della Polonia. Fino a pochi decenni fa le principali attività economiche cittadine erano l'estrazione del carbone, l'industria chimica, quella siderurgica e quella manifatturiera. Con lo smantellamento o il ridimensionamento di buona parte dell'industria pesante cittadina, la popolazione si è drasticamente ridotta e ciò ha comportato il passaggio ad un'economia di servizi.

## Sport
La principale squadra di calcio è il Ruch Chorzów, che nella sua storia ha conquistato quattordici campionati nazionali e tre Coppe di Polonia, diventando uno dei club più titolati del Paese.
Impianti sportivi:
- Stadio della Slesia (Stadion Śląski), per le partite di calcio e le gare di atletica leggera
- Stadio municipale (Stadion Miejski), per le partite di calcio
- Hala MORiS, palazzetto dello sport